# Підтвердження
«Підтвердження» (англ. The Affirmation) — науково-фантастичний роман британського письменника Крістофера Пріста, виданий 1981 року.

## Сюжет
Пітер Синклер переживає професійне безробіття та розрив довгострокових відносин, і намагається уникнути від усвідомлення своєї нової соціальної маргінальності шляхом створення складної фантастичної реальності. У цьому світі він уявляє себе переможцем лотереї на (вигаданому) Архіпелазі Мрії, де головний приз-джекпот — це комплексна медична і нейронна операція («атаназія»), яка забезпечить безсмертя. Його вигадана / чергова особистість повинна подорожувати з Джетри, столиці Фаяндланду, щоб подати заяву на лікування. Як він згодом пише, працюючи все глибше у своїй психіці, Сінклер виявляє, що його дві особистість починають зливатися, хоча також можливо, що Пітер відчуває симптоми візуальної та слухової галюцинації, пов'язані з початком шизофренії. Кульмінація роману залишає факт неоднозначності щодо того, який світ реальний, а який є фантазією, при цьому роман закінчується тим же незакінченим реченням, що й рукопис Сінклера.
Зустрічаються наступні посилання на Архіпелаг Мрії в пізніших оповіданнях Пріста: «Архіпелаг мрії» (1999) та «Остров'яни» (2011). Однак залишається нез'ясованим той факт, що Сінклер правильно відчуває альтернативну реальність чи шизофренію через візуальні та слухові галюцинації цієї «реальності».

## Нагороди
«Підтвердження» отримав нагороду «Дитмар» в 1982 році за найкращу міжнародну довгу фантастику, а також був номінований на премію BSFA 1981 року.